# Marina Krebs
Marina Krebs, született: Marina Witter; írói álnevei: Marie, illetve Maria Leske és Th. Armin; Aschaffenburg, 1838. augusztus 16. – 1910) német ifjúsági írónő.

## Élete
Apja Carl Ludwig Krebs könyvkiadó, anyja Theone Georgine Julie Gertraude Emilie volt. Dédapja Nathanael Gottfried Leske volt. Két nővére, Louise (férje a magdeburgi Fritz Liudloff) és Emilie, aki apjuk halála után tovább vezette a kiadót s a könyvesboltot. Nagybátyja Martin Balduin Kittelb volt.  
Tagja volt a Herrnhuti testvérgyülekezetnek, s anyja 1850-ben bekövetkezett halála után a svájci Montmirailban (ma Communauté Don Camillo), az egyház iskolájában nevelkedett. 1858-ban ment feleségül Saint Louisban Konrad Witter könyvkiadóhoz, akivel 1859-ben visszatért Németországba. Férje 1867-ben hunyt el. 1893-ban Aschaffenburgban élt, 1898-ben Niesky-be költözött. 1908 körül a szászországi Herrnhutban élt. 
Folyóiratok és lapok számára írt verseket és esszéket, valamint gyermekeknek írt novellákat és költeményeket. Néhány önálló kötete is megjelent.

## Válogatott munkái
- 1865: Th. Armin: Das alte Mexiko oder die Eroberung Neuspaniens durch Ferdinand Cortez, Leipzig bei Otto Spamer online változat
- 1865: Th. Armin (szerk.): Das neue oder heutige Mexiko: Land und Volk unter Spanischer Herrschaft sowie nach erlangter Unabhängigkeit, Leipzig bei Otto Spamer online változat
- 1865: Illustriertes Spielbuch für Mädchen (online változat[halott link]; 17. Auflage, 1897)
- 1877: Marie Leske: Illustriertes Spielbuch für Mädchen, 6. Auflage, Otto Spamer, Leipzig

## Fordítás
- Ez a szócikk részben vagy egészben  a   Marina Krebs című német Wikipédia-szócikk ezen változatának fordításán alapul.  Az eredeti cikk szerkesztőit annak laptörténete sorolja fel. Ez a jelzés csupán a megfogalmazás eredetét és a szerzői jogokat jelzi, nem szolgál a cikkben szereplő információk forrásmegjelöléseként.